# Worcester Glee Club
Worcester Glee Club war eine britische Musikergruppe (Glee Club) in Worcester, die um 1810 gegründet und 1937 aufgelöst wurde.
Mitglieder waren Sänger und Musiker, die sich im „Crown Hotel“ in der Broad Street trafen, um zu musizieren. Sie traten regelmäßig in der Kathedrale von Worcester auf. Ihr berühmtestes Mitglied war der britische Komponist Sir Edward Elgar (1857–1934), der auch die Funktion des Präsidenten dieses Clubs bekleidete.

## Belege
1. ↑  Where are contents of Glee Club rooms?
2. ↑  Sir Edward Elgar (Seite nicht mehr abrufbar, festgestellt im März 2018. Suche in Webarchiven)  Info: Der Link wurde automatisch als defekt markiert. Bitte prüfe den Link gemäß Anleitung und entferne dann diesen Hinweis. (PDF; 15 kB)